# 사모사

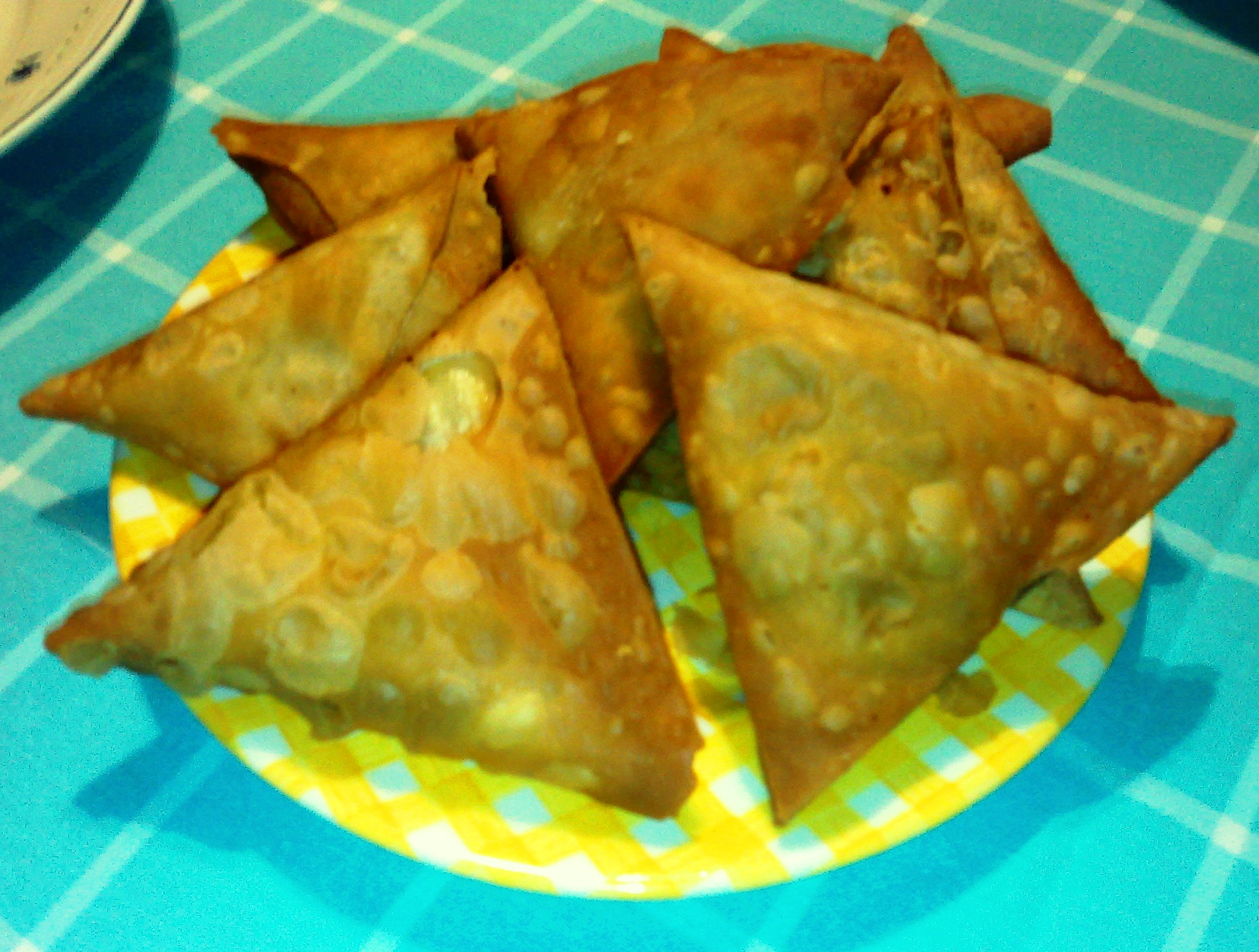
사모사의 모습.

사모사란 감자와 채소, 커리 등을 넣은 삼각형 모양의 튀김을 말한다. 주로 인도나 네팔에서 흔히 볼 수 있으며 간식으로 많이 먹는 대중적인 음식이다. 방글라데시와 파키스탄 등에서도 볼 수 있는 요리이기도 하다.

## 같이 보기
- 삼사